# Pfarrkirche Unterdürnbach

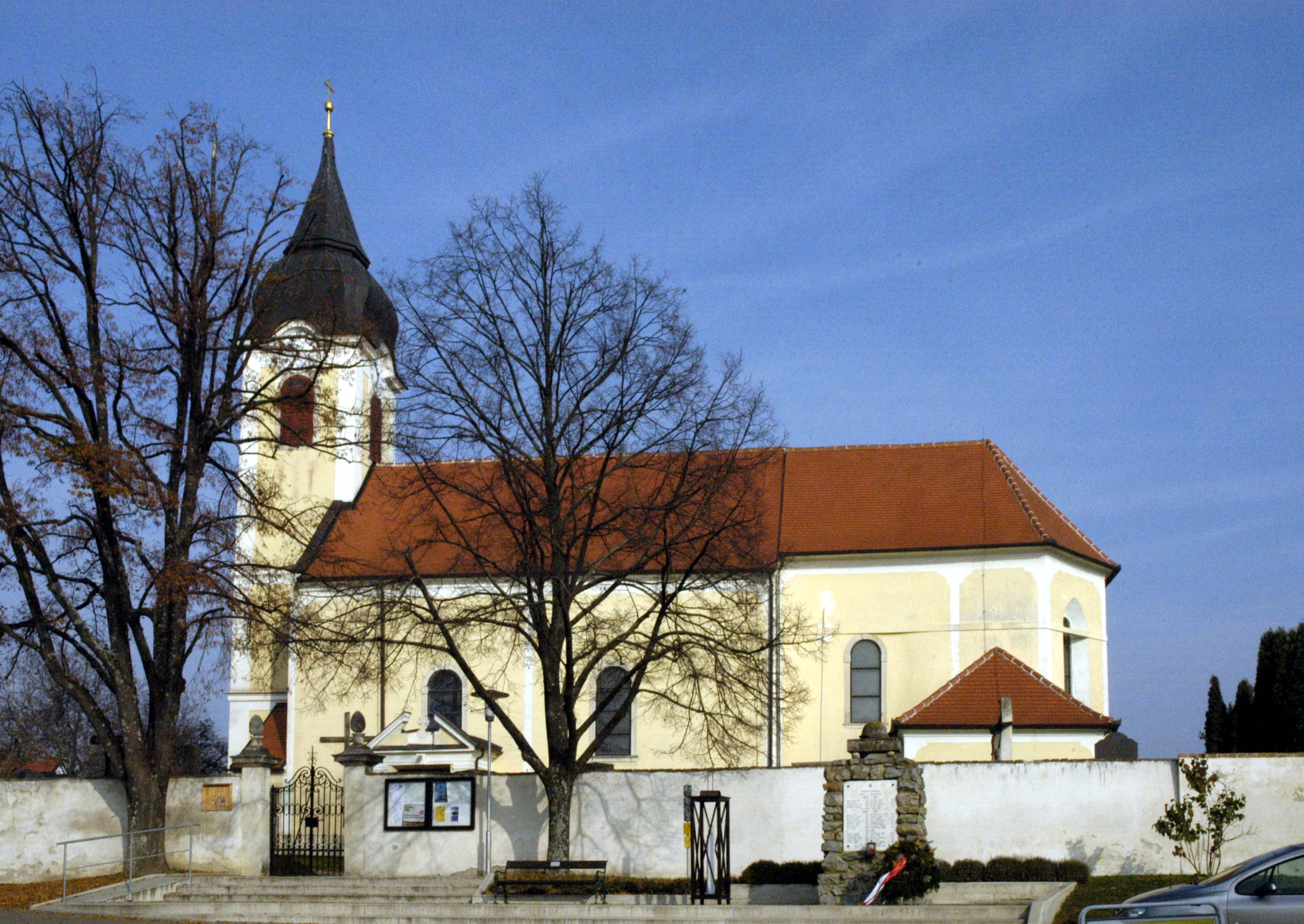
Pfarrkirche Unterdürnbach

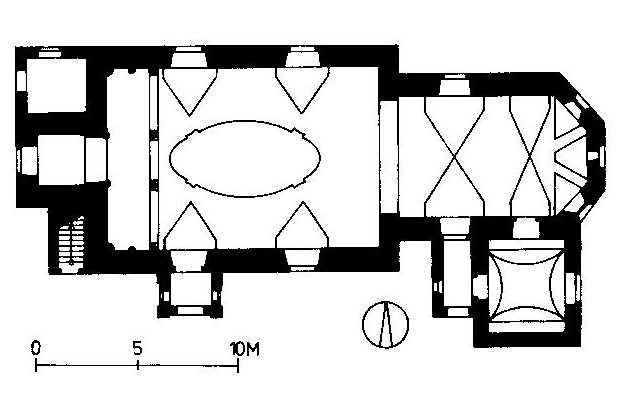
Grundriss der Pfarrkirche Unterdürnbach

Die Pfarrkirche zur heiligen Maria Magdalena ist eine geostete römisch-katholische Kirche mit Westturm in der Katastralgemeinde Unterdürnbach der Stadtgemeinde Maissau in Niederösterreich. Die Kirche steht am höchsten Punkt des verbauten Ortsgebietes.
Sie gehört dem Dekanat Sitzendorf im Vikariat Unter dem Manhartsberg an und steht unter Denkmalschutz (Listeneintrag).

## Pfarrgeschichte
Bei der ersten urkundlichen Erwähnung des Ortes im Jahre 1110 wurde auch vermerkt, dass ein Ortsteil auf der einen Seite des Dürnbaches zur Pfarre Ravelsbach, der an der anderen Seite des Baches gelegene Ortsteil zur Doppelpfarre Eggenburg-Gars gehörte.
Da die Entfernung zu den beiden Kirchen in Ravelsbach und Eggenburg für die damaligen Verhältnisse beträchtlich war, erwirkte Ritter Wolfhard von Dürnbach im Jahre 1293 von Bischof Wernhard von Passau die Erlaubnis, in seinem Dorfe eine Kirche errichten zu dürfen, die der Pfarre von Eggenburg-Gars untergeordnet bleiben sollte. Ritter Wolfhard wurde aufgetragen, für eine ausreichende Dotation der Pfarre zu sorgen und im Jahre 1300 kam es zu einer Urkunde über einen Gütertausch „auf dem Freithof ze dem niedern dürnbach“.
Im Jahre 1529 brandschatzten umherziehende türkische Streifscharen das Gebiet und äscherten die Kapelle zu Niederdürnbach ein, worauf die Kirche von der Türkensteuer Kaiser Ferdinands I. ausgenommen wurde.
In einem Pfarrverzeichnis aus dem Jahre 1666 wird Unterdürnbach als Filialkirche von Straning ausgewiesen, zunächst nur der nördlich des Baches gelegene Teil, dann auch der südliche. Das führte zu Schwierigkeiten mit dem Pfarrer von Ravelsbach, die erst im Jahre 1719 beigelegt wurden. Allerdings widersetzte sich der Pfarrer von Ravelsbach weiterhin den Bestrebungen der Ortsbewohner nach einer Selbständigkeit ihrer Pfarre. Erst nach seinem Tod im Jahre 1783 wurde Unterdürnbach als selbständige Pfarre wieder errichtet und dem Stift Lilienfeld übergeben, das schon seit dem Jahre 1644 Inhaber der Herrschaft war.
Die Pfarre Unterdürnbach ist bis heute dem Stift Lilienfeld inkorporiert, welches die Pfarrer bestellt. Derzeit ist Pater Edmund Tanzer, der gleichzeitig als Dechant das Dekanat Großweikersdorf leitet, Pfarrer in Unterdürnbach. Das Schloss Unterdürnbach wird als Pfarrhof verwendet.

## Baugeschichte
Der Chor ist der älteste Teil der Kirche und stammt im Kern aus der Gotik, vermutlich also aus der Bauzeit der ersten Kirche.
In den Jahren 1750 bis 1752 erfolgte der Neubau des Turmes. In diesen Jahren wurde die Kirche verputzt und es wurden Stuckarbeiten im Inneren durchgeführt. Das Bandlstuckwerk stellte der Stuckateur Anton Scheidtler aus Mittergrabern her.

## Baubeschreibung

### Außen
Die spätbarocke Saalkirche mit Westturm steht in der Mitte des von einer Mauer umgebenen Friedhofes am höchsten Punkt des verbauten Ortsgebietes. Dieser Friedhof wurde bereits bei der Errichtung der Pfarre im Jahre 1293 angelegt, Beerdigungen sind ab dem Jahre 1630 in den Totenbüchern der Pfarre von Straning verzeichnet. Aus dieser Zeit sind noch Grabsteine erhalten, die zum Großteil aus Zogelsdorfer Sandstein hergestellt wurden. Sie befinden sich heute teilweise im Krahuletz-Museum in Eggenburg, andere sind in die Friedhofsmauer eingelassen.

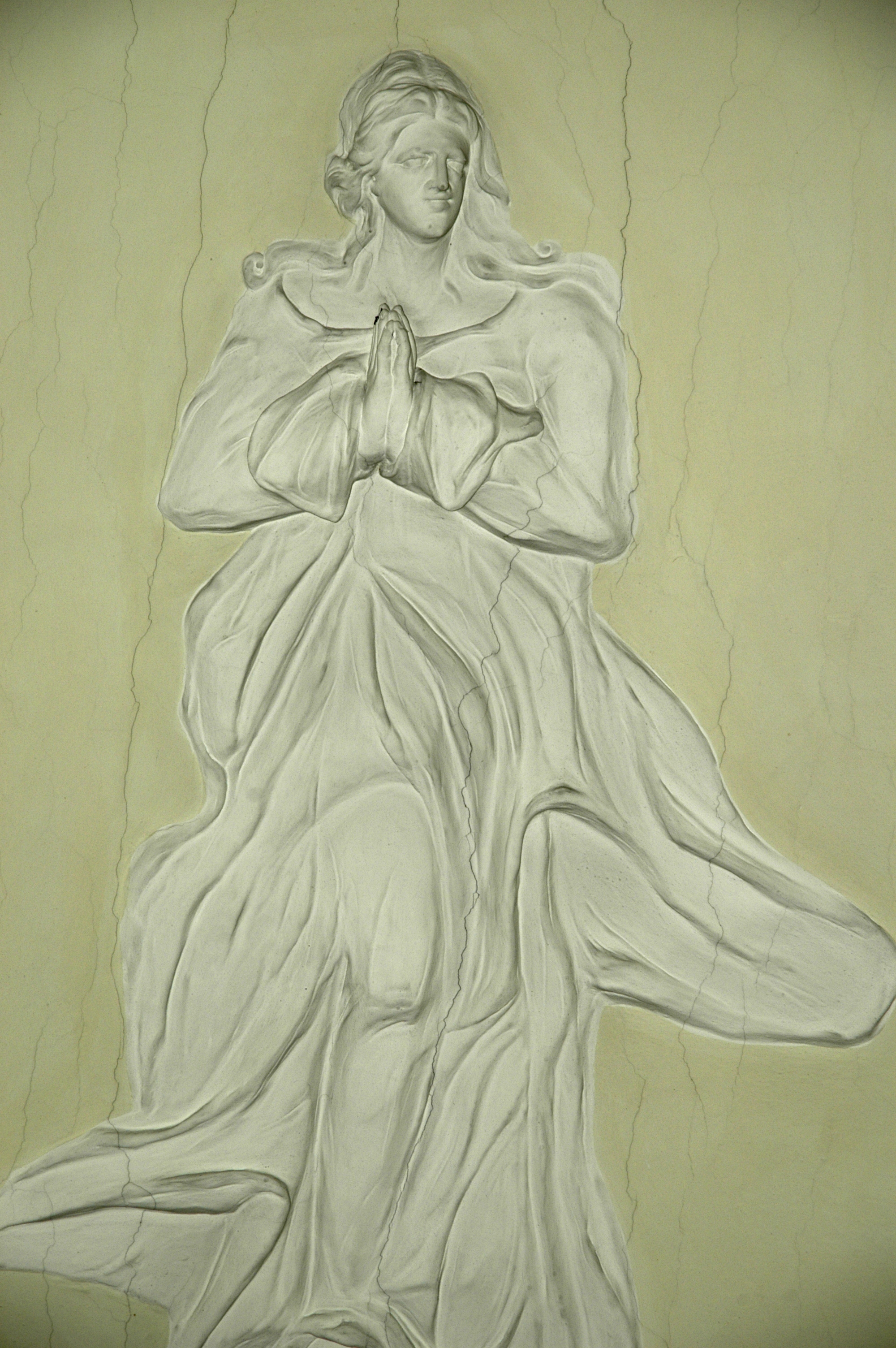
Stuckrelief Maria Immaculata

Die Kirche besteht aus einem schlichten Langhaus mit Rundbogenfenstern und Faschengliederung aus der ersten Hälfte des 18. Jahrhunderts. Der im Kern gotische, barockisierte, eingezogene Chor endet mit einem Dreiseitschluss. Es sind noch Gewände der gotischen Spitzbogenfenster erhalten.
Südlich des Chores befindet sich ein barocker Sakristeianbau und im Westen der Turm mit Uhrengiebeln aus der Mitte des 18. Jahrhunderts und einem mit 1914 bezeichneten Zwiebelhelm, welcher durch eine Turmkugel mit abschließendem Kreuz bekrönt wird.

### Innen
Das Langhaus mit Stichkappentonnengewölbe endet im Westen mit einer flachen Empore auf toskanischen Säulen. Ein eingezogener Triumphbogen bildet den Übergang zum Chor, der aus einem Haupt- und einem Zwischenjoch mit Dreiseitschluss besteht. Der Dreiseitschluss ist der Rest des ehemaligen gotischen Chores mit Fünfachtelschluss. Der Chor wird durch ein Kreuzgratgewölbe auf eingezogenen Gurten aus der ersten Hälfte des 18. Jahrhunderts überwölbt.
Gleichfalls aus der ersten Hälfte des 18. Jahrhunderts stammt die steinerne Kommunionbank. An den Wölbungen und Fenstergewänden befindet sich einheitliches Bandlstuckwerk und am Scheitel des Langhausgewölbes ein Stuckrelief Maria Immaculata.
Die Sakristei ist platzlgewölbt.

## Ausstattung
Der Hochaltar stammt aus der Zeit um das Jahr 1740. Das marmorierte Wandretabel im Chorscheitel wird von Säulen mit Aufsatzstatuetten der Heiligen Augustinus und Jakobus flankiert. Die Restaurierung des Altarbildes von Martin Grasegger im Jahre 2010 erbrachte den Nachweis, dass es um 1790 entstanden ist. Der Tabernakelaufbau und die frühklassizistische Umrahmung des Altarbildes, das die Kirchenpatronin darstellt, stammen aus der gleichen Zeit.
Der freistehende Altartisch mit Tabernakelaufbau im Stil des Klassizismus stammt aus dem 19. Jahrhundert.
An der linken Chorwand befindet sich ein Rotmarmorgrabstein aus dem Jahre 1585 sowie eine Herz-Jesu-Statue auf einer Konsole. Gegenüber an der rechten Chorwand ist eine Marienstatue als Konsolfigur angebracht.

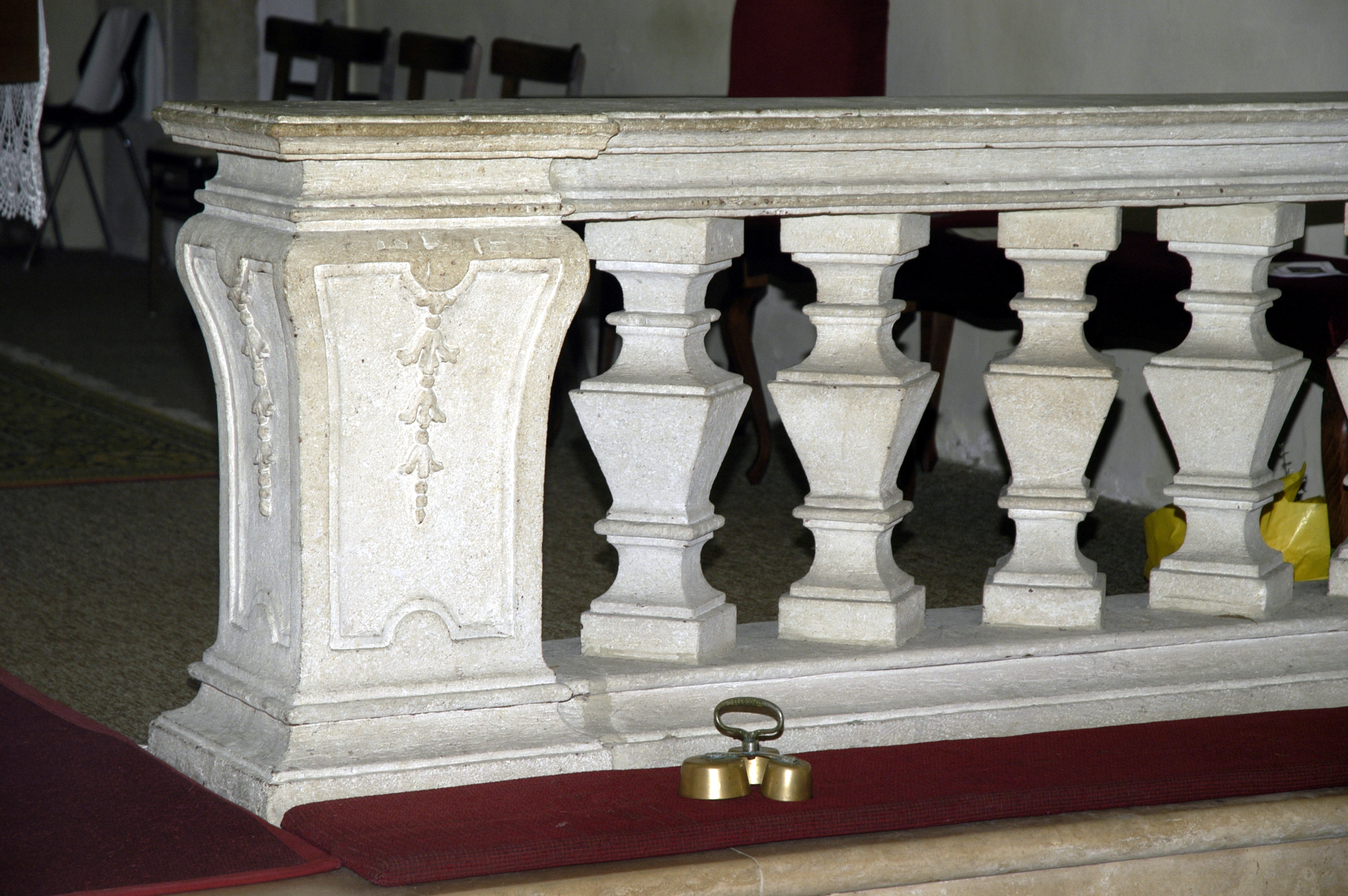
Kommunionbank

Die beiden Seitenaltäre sind als Ädikulaaltäre ausgeführt und stammen aus der Zeit um 1740. Die marmorierten Pilasterädikulen haben Segmentgiebel und wurden klassizistisch ergänzt. In der Nische des linken Altares steht eine Marienstatue, in jener des rechten Altares eine Statue des heiligen Josef. Beide Statuen wurden in der zweiten Hälfte des 19. Jahrhunderts geschaffen.
Neben dem rechten Seitenaltar steht ein als gebuckeltes Sandsteinbecken auf Baluster ausgeführter Taufstein aus der ersten Hälfte des 18. Jahrhunderts.
Im späten 17. Jahrhundert/frühen 18. Jahrhundert wurde die rechteckige Kanzel mit Volutenbaldachin geschaffen. Aus der gleichen Zeit stammt die an der linken Seite des Langhauses angebrachte Kreuzigungsgruppe mit Assistenzfiguren der Heiligen Maria und Johannes.
Ein Gnadenbild Mariahilf aus der ersten Hälfte des 19. Jahrhunderts, die Kreuzwegbilder aus der zweiten Hälfte des 19. Jahrhunderts und das barockisierende Gestühl vervollständigen die Ausstattung.

### Orgel
Von der am 5. Juni 1910 eingeweihten Orgel aus der Werkstatt Čapek sind nur das Gehäuse und der in die Emporenbrüstung integrierte Spieltisch erhalten. Das Instrument finanzierten die sog. „Geschwister Schierer“, wurde als Opus 194 erbaut und ersetzte eine Orgel von Joseph Gatto d. J. aus dem Jahr 1820. Die Orgel verfügte über sechs Register, verteilt auf einem Manual und Pedal (Principal 8′, Bourdon 8′, Salicional 8′, Gemshorn 4′, Mixtur, Subbass 16′). Das neobarocke Prospekt wird von drei rundbogigen Pfeifenfeldern mit überhöhtem Mittelfeld, den reich profilierten Gehäusegesimsen und den bekrönenden Vasen geprägt. Gegenwärtig harrt die Orgel einer Restaurierung und ist stillgelegt, weil finanziellen Mittel fehlen. In Verwendung ist derzeit eine elektronische Orgel.

### Glocken
Das Geläute besteht aus drei Glocken, welche nach dem Zweiten Weltkrieg neu angeschafft und im Jahr 1948 geweiht wurden.